# Anacornia microps
Anacornia microps là một loài nhện trong họ Linyphiidae.
Loài này thuộc chi Anacornia. Anacornia microps được Ralph Vary Chamberlin & Wilton Ivie miêu tả năm 1933.